# Mannathi, Sorab
Mannathi là một làng thuộc tehsil Sorab, huyện Shimoga, bang Karnataka, Ấn Độ.